# Robert de Beaumont, I conte di Leicester
Robert de Beaumont (forse 1045 – 5 giugno 1118) è stato un nobile inglese, riverito come uno degli uomini più sagaci del suo tempo, conosciuto per la sua eloquenza, erudizione. Fu inoltre consigliere di fiducia di tre sovrani inglesi.

## Biografia
Era figlio di Roger de Beaumont e di Adeline di Meulan, figlia di Waleran III, conte di Meulan.
Egli accompagnò nel 1066 Guglielmo il Conquistatore in Inghilterra; lì i suoi servigi di consigliere fidato del re gli fecero guadagnare più di novanta lordships e manieri.
Quando sua madre morì nel 1081, Robert ereditò il titolo di Conte di Meulan in Normandia, ed anche il titolo di Visconte di Ivry e Signore di Norton.
Egli pagò l'Omaggio feudale a Filippo I di Francia per queste proprietà e sedette come Pari di Francia in Parlamento.
Nella battaglia di Hastings Robert fu nominato comandante della fanteria.
Lui e suo fratello Henry furono membri della festa di caccia reale nella New Forest, quando Guglielmo II d'Inghilterra ricevette la misteriosa ferita mortale il 2 agosto 1100. Robert poi promise la sua alleanza al fratello del defunto re, Enrico I d'Inghilterra che lo creò conte di Leicester nel 1107.
Dopo la morte di Guglielmo II, William conte di Évreux e Ralph de Conches fecero un'incursione nelle proprietà normanne di Robert, pretendendo che fossero stati ingiuriati da alcune raccomandazioni che Robert aveva dato al re; le loro scorrerie e razzie furono molto gravi e fruttò loro un ricco bottino.

## Matrimonio e discendenza
Nel 1096 sposò Elizabeth (o Isabel) de Vermandois, figlia di Ugo I di Vermandois. Ugo era il figlio minore di Enrico I di Francia e Anna di Kiev.
La coppia ebbe
- Emma de Beaumont (1102-?)
- Waleran IV de Beaumont, conte di Meulan (1104-?)
- Robert de Beaumont, II conte di Leicester (1104-?)
- Hugh de Beaumont, I conte di Bedford (1106-?)
- Adeline de Beaumont, che sposò prima Hugh IV di Montfort-sur-Risle e poi Richard de Granville of Bideford;
- Aubree de Beaumont, che sposò Hugh II di Château-neuf-Thimerais;
- Maud de Beaumont, che sposò William Lovel;
- Isabel de Beaumont, amante di Enrico I d'Inghilterra. Si sposò prima con Gilbert de Clare, I conte di Pembroke e poi con

Hervé de Montmorency, Conestabile d'Irlanda.
Dopo la morte di Robert, sua moglie si risposò nel 1118 con Guglielmo di Warenne, II conte di Surrey.